# Nørre Vilstrup
Nørre Vilstrup is een plaats in de Deense regio Zuid-Denemarken, gemeente Vejle. De plaats telt 263 inwoners (2008).